# Luigi Falco (politico 1914)
Luigi Falco (Napoli, 1914 – ...) è stato un politico e avvocato italiano.

## Biografia
Nato a Napoli nel 1914, combatté nella seconda guerra mondiale e fu decorato. Fece carriera nell'avvocatura e fu vice-pretore di Cassino.
Esponenete della Democrazia Cristiana, venne eletto consigliere comunale a Tora e Piccilli e a Sessa Aurunca.
Nel maggio 1952 venne eletto consigliere provinciale nella prima legislatura della Provincia di Caserta e fu nominato assessore supplente nella giunta presieduta da Mario Sementini. Riconfermato in consiglio provinciale nel 1956, venne eletto presidente della Provincia e guidò un esecutivo bicolore formato da democristiani e socialdemocratici. Nuovamente eletto presidente anche nella legislatura successiva (1961-1964), si avvalse in coalizione del supporto del Partito Liberale Italiano.